# Монахан (графство)
Вижте пояснителната страница за други значения на Монахан.
Монахан (на английски: County Monaghan, Каунти Монахан; на ирландски: Contae Mhuineacháin, също Монахън) е едно от 26-те графства на Ирландия. Намира се в провинция Ълстър. Граничи с графствата Лаут, Мийт и Каван. На север граничи със Северна Ирландия. Има площ 1294 km². Население 55 816 жители към 2006 г. Главен град на графството е Монахан. Градовете в графството са Балибей, Карикмакрос, Касълблейни, Клоунис и Монахан (най-голям по население).